# Franz-Valentin Hemmerle
Franz-Valentin Hemmerle (* 12. November 1896 in Freiburg im Breisgau; † 15. Juni 1968 in Bad Godesberg) war ein deutscher Maler, Kirchenmaler, Glasmaler und Graphiker.

## Leben und Werk
Hemmerle wuchs in Freiburg in einem katholischen Umfeld im Zentrum der Stadt auf, absolvierte nach kurzer Lehre bei einem Malermeister ein Volontariat bei dem später berühmten Bühnenbildner Ludwig Sievert (1887–1966) und zog im Sommer 1915 nach München, um dort an der Königlichen Kunstgewerbeschule zu studieren. Seine Lehrer waren Friedrich Wirnhier und Julius Dietz. Dietz förderte ihn besonders, da er seine Arbeiten sehr schätzte.
Die von dem 19-jährigen erstellte Kriegsmappe sowie eine Märchenmappe wurden bereits von Museen angekauft. Auf diesen Erfolg hin erhielt er den ersten Auftrag für die Glasfenster der katholischen Kirche in Neustadt an der Aisch.
1919 kehrte er nach Freiburg zurück, arbeitete erfolgreich als freier Graphiker und Künstler sowie als Buchgestalter für die Freiburger Verlage. Er erhielt zahlreiche Aufträge für Glasfenster und Glasmalereien, darunter im Kloster Heyne, der Marienkirche Donaueschingen und in Walldürn. Er schuf Wandmalereien in der Herz-Jesu-Kirche in Ettlingen, in den katholischen Kirchen Weil-Leopoldshöhe und Ringenbach (Stadt Oberkirch (Baden)).
Während des Nationalsozialismus hatte er schwer um Aufträge zu kämpfen, als bekennender Katholik, der den von den Nazis propagierten Blut-und-Boden-Realismus in der Kunst ablehnte, bekam er kaum Aufträge. Seine 1915 erstellte Kriegsmappe Gedanken zur Zeit  mit zwölf Druckgrafiken wurde 1937 in der Nazi-Aktion „Entartete Kunst“ aus der Städtischen Sammlung Freiburg im Breisgau (Augustinermuseum) beschlagnahmt und danach vernichtet.
Sein Sohn war der spätere Bischof von Aachen, Klaus Hemmerle, der Komponist und Kirchenmusiker Franz Philipp sein Schwager.
Nachdem sein Sohn Klaus 1968 Geistlicher Direktor des Zentralkomitee der deutschen Katholiken in Bad Godesberg geworden war, lebten die Eltern im Haushalt Klaus Hemmerles. Franz-Valentin Hemmerle verstarb nach längerer Krankheit im selben Jahr in Bad Godesberg.